# Jacek Falfus

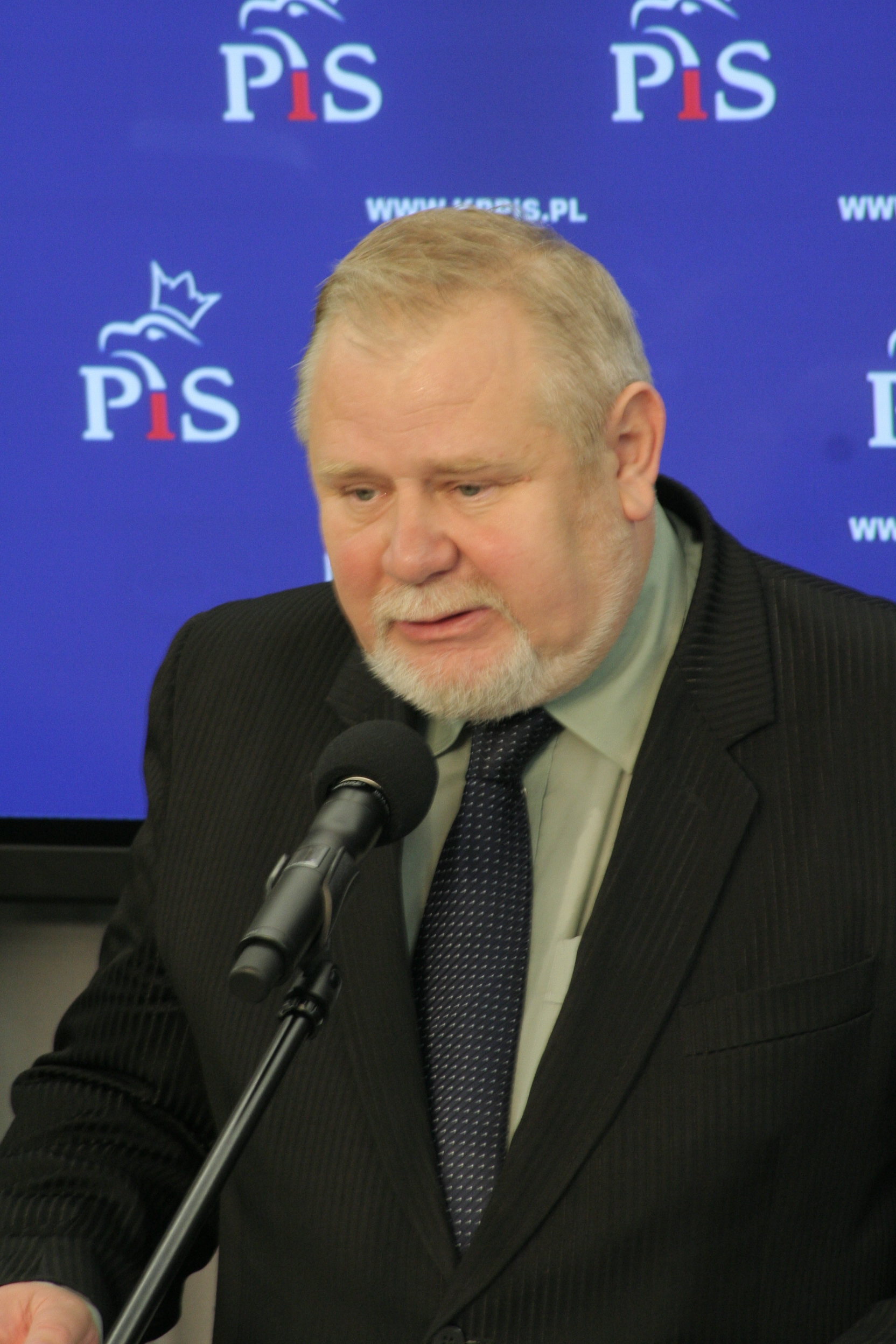
Jacek Falfus

Jacek Eugeniusz Falfus (* 1. Februar 1951 in Siemianowice Śląskie) ist ein polnischer Politiker (ZChN, PiS) und Kommunalpolitiker. Er war von 2001 bis 2019 Abgeordneter des Sejm in der IV., V., VI., VII. und VIII. Wahlperiode.

## Leben und Beruf
Falfus beendete das Studium an der Fakultät für Bergwerks-Geodäsie der Berg- und Hüttenakademie Krakau. In den Jahren 1978 bis 1990 war er Betriebsleiter im Unternehmen „Geoprojekt“. 

## Politik
Falfus war zunächst Mitglied der Zjednoczenie Chrześcijańsko-Narodowe (ZChN). Von 1990 bis 1998 erfüllte er die Funktion des Wójt (Vogt) der Gemeinde Kozy. Bei der ersten vollständig freien Sejmwahl 1991 kandidierte er erfolglos für die ZChN auf der Liste des Wahlbündnisses Wyborcza Akcja Katolicka. In den Jahren 1998 bis 2001 war er Starost und Kreisrat des Powiat Bielski. Er ist Mitgründer und Vorsitzender des Vereins für das „Süd-Institut“ in Bielsko-Biała wie auch Initiator und Vorstandsmitglied des polnisch-slowakisch-tschechischen Euroregion Beskiden.
Bei den Parlamentswahlen 2001 und 2005 wurde er über die Liste der Prawo i Sprawiedliwość (PiS) für den Wahlkreis Bielsko-Biała in den Sejm gewählt. Bei der Parlamentswahl 2007 errang er zum dritten Mal ein Abgeordnetenmandat, dieses Mal mit der Stimmenzahl von 18.814. Auch bei den Wahlen 2011 und 2015 wurde er in den Sejm gewählt. Bei der Parlamentswahl 2019 kandidierte er nicht erneut und schied daher aus dem Sejm aus.
Bei der Europawahl 2009 kandidierte er erfolglos für einen Sitz im Europäischen Parlament.